# Пол Джиамати
Пол Джиамати (на английски: Paul Giamatti) е американски актьор, носител на Еми и Златен глобус и номиниран за Оскар.

## Биография
Роден е на 6 юни 1967 година в Ню Хейвън, Кънетикът. Неговият баща е професор в Йейл, а майка му учителка по английски език, която се е занимавала и с актьорско майсторство. Има брат, който също е актьор.
Следва в Йейлския университет като през 1989 година получава бакалавърска степен със специалност англицистика, а след това магистърска степен по изящни изкуства. Живее в Ню Йорк, има един син и е атеист.

## Частична филмография
- 1992 – „Любовни квартири“ (Singles)
- 1995 – „Сабрина“ (Sabrina)
- 1997 – „Да разнищим Хари“ (Deconstructing Harry)
- 1997 – „Сватбата на най-добрия ми приятел“ (My Best Friend's Wedding)
- 1997 – „Дони Браско“ (Donnie Brasco)
- 1998 – „Парламентьор“ (The Negotiator)
- 1998 – „Шоуто на Труман“ (The Truman Show)
- 1998 – „Спасяването на редник Райън“ (Saving Private Ryan)
- 1999 – „Когато буря връхлети“ (Cradle Will Rock)
- 1999 – „Човек на луната“ (Man on the Moon)
- 2000 – „Купонджии“ (Duets)
- 2001 – „Планетата на маймуните“ (Planet of the Apes)
- 2003 – „Заплащането“ (Paycheck)
- 2003 – „Американски разкош“ (American Splendor)
- 2004 – „Отбивки“ (Sideways)
- 2005 – „Късметлията“ (Cinderella Man)
- 2006 – „Жената от водата“ (Lady in the Water)
- 2006 – „Илюзионистът“ (The Illusionist)
- 2007 – „Нани“ (The Nanny Diaries)
- 2007 – „Стреляй смело“ (Shoot 'Em Up)
- 2007 – „Фред Клаус“ (Fred Claus)
- 2008 – „Джон Адамс“ (John Adams)
- 2009 – „Двуличие“ (Duplicity)
- 2009 – „Последната гара“ (The Last Station)
- 2010 – „Версията на Барни“ (Barney's Version)
- 2011 – „Сигурна печалба“ (Win Win)
- 2011 – „Ергенският запой: Част II“ (The Hangover Part II)
- 2011 – „Маската на властта“ (The Ides of March)
- 2012 – „Рок завинаги“ (Rock of Ages)
- 2013 – „Паркланд“ (Parkland)
- 2013 – „Конгресът“ (The Congress)
- 2013 – „Ромео и Жулиета“ (Romeo and Juliet)
- 2013 – „12 години в робство“ (12 Years a Slave)
- 2013 – „Спасяването на мистър Банкс“ (Saving Mr. Banks)
- 2014 – „Невероятният Спайдър-Мен 2“ (The Amazing Spider-Man 2)
- 2015 – „Сан Андреас“ (San Andreas)
- 2015 – „Бандата от Комптън“ (Straight Outta Compton)
- 2023 – „Заседнали“ (The Holdovers)

Озвучаване
- 2005 – „Роботи“ (Robots)
- 2006 – „Биячът на мравки“ (The Ant Bully)
- 2013 – „Турбо“ (Turbo)
- 2015 – „Малкият принц“ (The Little Prince)
- 2016 – „Ратчет и Кланк“ (Ratchet & Clank)